# Андони Ираола
Андони Ираола Сагарна (шп. Andoni Iraola Sagarna; Усурбил, 22. јун 1982) је шпански фудбалски тренер и бивши фудбалер. Тренутно је тренер Борнмута у Премијер лиги. Као фудбалер је играо на позицији десног бека.

## Успеси
Атлетик Билбао
- Куп Шпаније: (финале: 2008/09, 2011/12, 2014/15)[5][6][7]
- Суперкуп Шпаније: (финале: 2009)[8]
- Лига Европе: (финале: 2011/12)[9]

Тренер
 АЕК Ларнака
- Суперкуп Кипра (1) : 2018.[10]